# Ван дер Поэле, Жорж
Жорж Ван Дер Поэле (нидерл. Georges van der Poele; 23 марта 1868 — 1944) — бельгийский конник, серебряный и бронзовый призёр летних Олимпийских игр 1900.
На Играх Ван Дер Поэле вместе со своей лошадью Винзор Сквайр сначала соревновался в конкуре, и, с результатом 2:17,6, он занял второе место, выиграв серебряную медаль.
Затем он, на лошади Людлов, соревновался в прыжках в высоту, где, с высотой 1,70 м, он занял третье место, выиграв ещё бронзовую медаль.